# پاگ (شهر)
پاگ (به کرواتی: Pag) شهری در Zadar County کشور Croatia است که جمعیت آن در سال ۲۰۱۱ میلادی ۴٬۲۳۹ نفر بوده‌است.